# 「Hatachi」deデビューGiants Hits Concert with all ジャニーズJr.
『「Hatachi」deデビューGiants Hits Concert with all ジャニーズJr.』（ハタチデデビュージャイアンツヒッツコンサートウィズオールジャニーズジュニア）は、タッキー&翼のライブ映像作品で2002年12月26日にavex traxから発売された。

## 概要
- タッキー&翼初のライブ映像作品。デビュー年のJr時代のGWに横浜アリーナで開催された「Johnny's Jr. Concert タッキー&翼 ジャニーズJr.総出演！」に10月19・20日に東京ドームで開催された、デビューミニアルバム『Hatachi』の初回限定特典に封入されるチケットで応募した人の中から抽選で参加出来る、「タッキー&翼 デビュー&ジャニーズJr.卒業ライブ Hatachi deデビューGiants Hits Concert with all ジャニーズJr.」二コンサートの全日程公演を編集して収録。

- DVD・VHSの二形態で発売、収録内容は同一。DVDのみ本人達による副音声が収録されている。

## 出演者
- タッキー&翼
  - 滝沢秀明
  - 今井翼
- FOUR TOPS
  - 山下智久
  - 生田斗真
  - 風間俊介
  - 長谷川純
- KAT-TUN
  - 亀梨和也
  - 赤西仁
  - 田口淳之介
  - 田中聖
  - 中丸雄一
  - 上田竜也
- 錦戸亮
- ジミーMackey

## 収録映像曲
- 確固内に特定の歌手の表記のない楽曲はタッキー&翼による歌唱。

### Johnny's Jr. Concert タッキー&翼 ジャニーズJr.総出演！
1. Overture
2. Words of Love（滝沢）
3. DO ME CRAZY（今井）
4. 陽の当たる場所（滝沢）
5. Running to the top（今井）
6. 世界は僕らを待っている（山下智久 & 生田斗真）
7. 哀しみのプリンセスへ（今井 & 生田）
8. circle（滝沢 & 山下）
9. Here I am（滝沢）
10. いっそセレナーデ（今井）
11. REAL DX
デビュー前公演な為、CD音源と異なりキーを1つ上げて披露
12. メドレー(硝子の少年〜MUSIC FOR THE PEOPLE〜スシ食いねェ!〜GIVE IT TO ME〜PGF)（with FOUR TOPS）
『硝子の少年』はタッキー&翼のみ歌唱、『MUSIC FOR THE PEOPLE』からFOUR TOPSが歌唱に参加。
13. Day By Day（滝沢）
14. Anything tor you（滝沢）
15. メドレー(カミラ◆タマラ〜瞳を閉じて〜Run! Run! Run!)（with Jr.）
16. epiloque
17. Interview

### タッキー&翼 デビュー&ジャニーズJr.卒業ライブ Hatachi deデビューGiants Hits Concert with all ジャニーズJr.
1. キ・セ・キ（滝沢）
2. Get Down（今井）
3. 空のスクリーン -rainbow in my soul-
4. True Heart
5. DJ~Underworld（滝沢）
6. Trouble Mountain（滝沢）
7. Words of Love（滝沢）
8. Dance（滝沢）
  - ダンスパフォーマンス
9. 願い（滝沢）
10. 行カナイデ（今井）
11. Dance（今井）
  - ダンスパフォーマンス
12. The world will never forget...
13. True Heart ~acoustic Version~
通常versionと異なりサビから歌い出す筈が、滝沢は二回Aメロから歌い出してしまい、今井とFOUR TOPSに責められるハプニングまで収録された。
14. Dance battle
15. 894…ハクシ…（滝沢）
16. とりこ（今井）
17. True Heart
18. epilogue
19. Interview